# The Frustrated Elopement
The Frustrated Elopement je britský němý film z roku 1902. Režisérem je Percy Stow (1876–1919). Film je dlouhý 30 metrů a premiéru měl v červnu 1902.
Ve Spojených státech byl film distribuován společností American Mutoscope & Biograph a poté Kleine Optical Company.

## Děj
Mladý muž hází oblázky na okno své milované. Poté postaví žebřík, aby ji přiměl sestoupit z balkónu. Toho si všimne její tatík, který mladíkovi rozzuřeně nařídí, aby dceru vrátil zpět do jejího pokoje. Jelikož ho oba neuposlechnou, otec hodí na hlavu mládence kbelík plný vody.